# News of the World (periòdic)
El News of the World va ser un tabloide de circulació nacional, publicat al Regne Unit de 1843 a 2011, imprimint la seva última edició el 10 de juliol d'aquest any. Va ser el periòdic més venut en llengua anglesa al món. Originalment establert com un periòdic de gran format per John Browne Bell, fou venut a Lascelles Carr el 1891; el 1969 es va comprar als Carrs per l'empresa de mitjans News Limited de Rupert Murdoch. Va ser reorganitzat com News International, al seu torn filial de News Corporation, i es va transformar en un tabloide el 1984. News of the World va ser el periòdic germà dels diumenges de «The Sun». El periòdic es va concentrar en exclusives sobre celebritats i notícies sensacionalistes. La seva afició pels escàndols sexuals li va valer les àlies de News of the Screws i Screws of the World. Tenia una gran reputació per exposar celebritats nacionals o locals com usuaris de drogues, maníacs sexuals o criminals, utilitzant persones amb informació privilegiada i periodistes disfressats per proporcionar o vídeo o evidència fotogràfica, i escoltes telefòniques il·legals sobre investigacions policials en curs. Les vendes mitjanes van ser de 2.812.005 exemplars per setmana a l'octubre de 2010. El 16 de setembre de 2010, es va anunciar que el lloc web del periòdic es col·locaria darrere d'un paywall.
L'editor Andy Coulson va dimitir el 26 de gener de 2007, després de l'escàndol d'intervenció telefònica reial. Va ser succeït per Colin Myler, ex-editor del Sunday Mirror, que havia treballat últimament a The New York Post. Editors anteriors del periòdic inclouen Piers Morgan i Rebekah Brooks, que van reemplaçar a Phil Hall el 2000. El 7 de juliol de 2011, News International va anunciar que el News of the World es tancaria definitivament aquesta setmana, i l'última edició es va produir el diumenge, 10 de juliol de 2011. El tancament va ser en resposta a l'escàndol d'intervencions telefòniques en desenvolupament, després que un investigador privat presumptament haver punxat el telèfon de Milly Dowler, una adolescent britànica assassinada, i possiblement haver interferit amb la investigació policial, causant sofriment als pares de la nena. Les denúncies van portar a una reacció negativa del públic i la pèrdua d'ingressos per publicitat, mentre una sèrie d'empreses que anunciaven al tabloide es van retirar, a l'espera del resultat de les investigacions sobre les denúncies. L'escàndol es va aprofundir quan el periòdic va ser acusat d'haver punxat el telèfon de les famílies de soldats morts en acció a l'Iraq i l'Afganistan. Com a resultat de l'escàndol, James Murdoch, president i conseller delegat de News Corporation, Europa i Àsia, va anunciar el 7 de juliol de 2011 que l'edició del 10 de juliol de 2011 seria l'última.
El 8 de juliol de 2011 l'antic editor Andy Coulson va ser arrestat per la policia a les investigacions d'intervenció telefònica i acusacions de corrupció. El mateix dia, l'anterior editor del News of the World de notícies sobre el món reial, Clive Goodman, empresonat per intervenció telefònica el 2007, també va ser arrestat per acusacions de corrupció similars.